# Oxalis furcillata
Oxalis furcillata är en harsyreväxtart som beskrevs av Salter. Oxalis furcillata ingår i släktet oxalisar, och familjen harsyreväxter. Inga underarter finns listade i Catalogue of Life.